# 八乙女山砦
八乙女山砦（やおとめやまとりで）は、富山県南砺市八乙女山にあった戦国時代の日本の城（山城）。高清水山地の北端にあり、標高751.8メートルの八乙女山の山頂に築かれている。とやま城郭カードNo.88。
八乙女山砦を単なる自然地形とし城郭施設とは認めない説もあるが、高岡徹は小屋場平城・新山砦・田中平城・鉢伏山砦とともに高清水山地の城塞群を構成する砦の一つと見なしている。

## 概要
八乙女山には二つのピークが存在し、両者は標高3メートルほどしか変わらないが、城郭として考えた場合、北側で尾根の突端に当たる地点が主郭と考えられる（主郭A）。この地点は八乙女山の最高地点であり、展望も利くことから、物見台としての機能を持つ砦の中心的な施設が置かれていたと推定される。この山頂部は井波瑞泉寺も含めて砺波平野を一望できる眺望の良い場所である。
ただし、主郭Aはほとんど自然地形で、主郭を防御するための堀切も存在しないため、佐伯哲也は城郭施設と見なさない。一方、高岡徹は主郭Aが南側を高さ7.5メートルで人工的に切り立てている点などから、主郭と見なしている。
また、南側のピーク（B郭）は比較的広い平坦面があり、多数の人員を収容できたと考えられる。B郭についても、佐伯哲也は西・北側に堀切や切岸等が設置されていないことなどから城郭施設と見なさない。一方、高岡徹は山上部の南側が急峻な斜面となっており、中腹に細長い平坦面が65メートルにわたって設けられていることから、これを南方の尾根続きに対して備えた帯郭にあたるものと見なす。
帯郭の真下には上幅が広い所で約8メートル、深さ約3メートルの大規模な堀切が存在し、この堀切は東西にゆるくカーブしながら、山上部から南方に向けて伸びる尾根筋の付け根を断ち切っている。堀切は西側で次第に浅くなって西南西で自然の谷に連なるため、自然の谷と組み合わせる形で山上部を南方の尾根続きから断ち切るように設けられたものと推定される。
さらにこの堀切から南西57メートルの地点に上幅9.5メートル、深さ2.5メートルの別の堀切があり、堀底の中央には幅1メートル土橋状の遺構も見られる。また、山上部がら北東方向に伸びた尾根筋にも堀切があり、この方面に備えた形を見せている。総じて、八乙女山砦は北東に1本、南に2本の計3本の堀切によって外部と画されており、内部に比較的広い平坦面を有する山上部を取り込んでいる。堀切や主郭・帯郭以外に特に手を加えた形跡はなく、ほとんどが自然の地形を活かしたものであるが、南側の2本の堀切や帯郭、急峻な切岸は明らかに八乙女山から南方に伸びる尾根伝いのルートの遮断を目的としている。恐らくは八乙女山の山上部から南方に向けて続く尾根筋が当時交通路として重要であり、このルートをたどって攻撃されることを警戒して砦が築かれたと推定される。
山上部の西側一段下には「天池」が存在し、籠城の際には水源として利用されたとみられる。佐伯安一は水不足に悩む井波地方の農民が天池で雨乞いの神事を行ったとの伝承から、八乙女山砦そのものを神事を行う宗教施設であったと推定している。

## 五箇山城塞群を巡る攻防

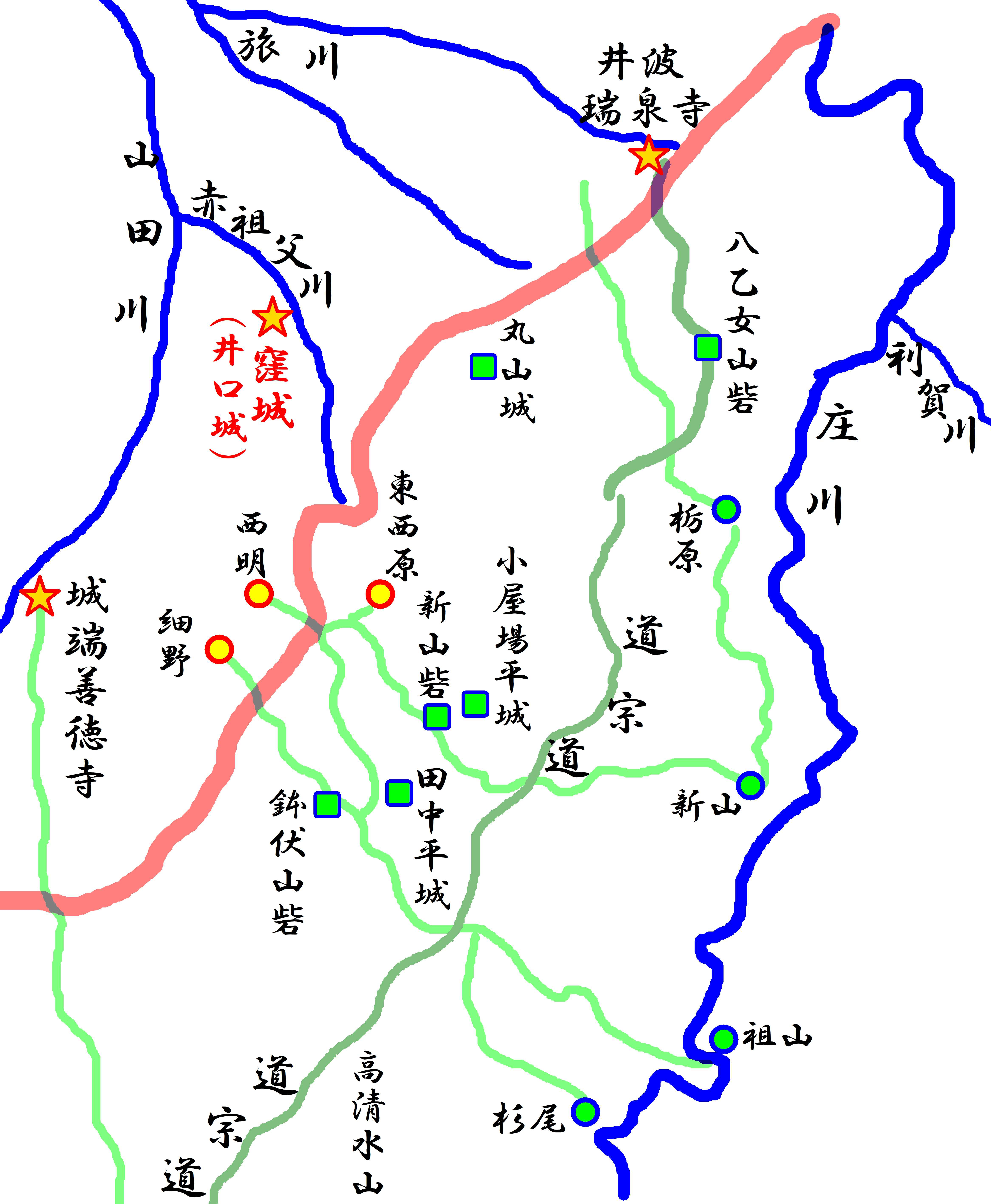
1582年に行われた窪城の戦いの関係図。

五箇山の城塞群はそもそも記録が残っていないことから築城目的・利用状況も不明であったが、五箇山を支配する一向一揆勢力によって築かれ、窪城の戦いに代表される天正年間の五箇山を巡る攻防戦で用いられたものと現在では考えられている。
『信長公記』によると、砺波郡北部の有力者であった石黒左近は、織田方に本拠の木舟城を奪われた末に近江長浜で謀殺されていた。その弟湯原国信は木舟城を退去した後五箇山で抵抗を続けたと伝えられており、このことは天正9年（1590年）9月27日付上杉景勝書状によって確認される。
上杉景勝書状では「山中」に逃れた石黒伊勢鶴麿（＝湯原国信）が瑞泉寺と申し合わせて日夜織田方に攻撃を仕掛けていることを称えており、湯原国信は越中一向一揆と連携して山中＝五箇山から織田方を攻撃していたようである。また、栗山宗左衛門なる人物が猪原八十郎（＝湯原国信）とともに「小屋（ここでは小型の砦を指すか）」に籠城して佐々蔵助・柴田・前田又左衛門の攻撃を受けたが撃退したとの記録もあり、この「小屋」はまさに五箇山城塞群の一角を占める砦であったと推定されている。